# Festuca hephaestophila
Festuca hephaestophila är en gräsart som beskrevs av Christian Gottfried Daniel Nees von Esenbeck och Ernst Gottlieb von Steudel. Festuca hephaestophila ingår i släktet svinglar, och familjen gräs. Inga underarter finns listade i Catalogue of Life.